# Onthophagus praecellens
Onthophagus praecellens là một loài bọ cánh cứng trong họ Bọ hung (Scarabaeidae).